# Telephanus velox
Telephanus velox is een keversoort uit de familie spitshalskevers (Silvanidae). De wetenschappelijke naam van de soort werd in 1846 gepubliceerd door Samuel Stehman Haldeman.